# Lučivná
Lučivná és un poble i municipi d'Eslovàquia. Es troba a la regió de Prešov, al nord del país. El 2022 tenia 644 habitants.
En texts antics es troba també el topònim alemany Lautschburg o l'ungarès Lucsivna.

## Història
La primera referència escrita de la vila data del 1321.

## Demografia
| Godina             | 1994 | 2004    | 2014   | 2024   |
| ------------------ | ---- | ------- | ------ | ------ |
| Nombre de persones | 822  | 982     | 993    | 937    |
| Diferència         |      | +19,46% | +1,12% | −5,63% |

| Godina             | 2023 | 2024   |
| ------------------ | ---- | ------ |
| Nombre de persones | 936  | 937    |
| Diferència         |      | +0,10% |